# Negative (album)
A Negative a magyar Septicmen együttes harmadik nagylemeze. Az album 2007-ben jelent meg az Edge Records (a Hammer Music alkiadója) gondozásában. A lemezre magyar és angol szöveggel is felkerültek a dalok, melyeket az instrumentális Twin Flowers/Iker virágok választ el. Ezen a Septicmen-albumon játszott először Garai Tibor gitáros. A lemez felvétele után Kulcsár József dobos kilépett a zenekarból. A lemeznyitó Colors című dalhoz készítettek videoklipet.

## Az album dalai
1. Colors
2. Dying Animal
3. The Final Step
4. Cursed
5. Nature of Truth
6. Gravitation
7. Human in Terror
8. Open Your Eyes
9. Slave to Depth
10. Mediashit
11. Twin Flowers / Ikervirágok (instrumentális)
12. Színek
13. Haldokló állat
14. Az utolsó lépés
15. Elátkozva
16. Természetes igazság
17. Gravitáció
18. Emberi terrorban
19. Nyisd ki a szemed
20. A mélység rabjai
21. Propaganda

## Közreműködők
- Korcsmár Gyula – gitár, ének
- Garai Tibor – gitár
- Szalai "Vernon" Béla – basszusgitár
- Kulcsár József – dobok